# مورغان تشوا
مورغان تشوا (بالصينية: 蔡興順؛ بالإنجليزية: Morgan Chua) هو فنان سنغافوري، ولد في 3 مايو 1949 في مستعمرة سنغافورة، وتوفي في 22 مارس 2018.